# SMS Nürnberg (croiseur, 1916)
Pour les autres navires du même nom, voir SMS Nürnberg.
Le SMS Nürnberg est un croiseur léger de la classe Königsberg construit pour la Kaiserliche Marine pendant la Première Guerre mondiale. Il a été nommé d'après le croiseur léger SMS Nürnberg, coulé lors de la bataille des Falklands en décembre 1914.
Commandé en 1913, sa quille est posée en décembre 1914 au chantier naval Howaldtswerke de Kiel. Il est lancé en avril 1916 et mis en service dans la Hochseeflotte en février 1917.

## Conception
Le Nürnberg avait une longueur hors-tout de 151,4 mètres, un faisceau de 14,2 mètres et un tirant d'eau de 5,96 mètres. Il déplaçait 5 440 tonnes en charge nominale et 7 125 tonnes à pleine charge. Il était propulsé par deux turbines à vapeur avec réducteurs, alimentées par un système mixte de dix chaudières au charbon et deux de fioul. Sa puissance était de 31 000 chevaux-vapeur (23 000 kW) produisant une vitesse de pointe de 27,5 nœuds (50,9 km/h), et une autonomie de 4 850 milles marins (9 000 km) à 12 nœuds (22 km/h). Son équipage comprenait 17 officiers et 458 hommes d'équipage.
Il était protégé par une ceinture blindée de 60 mm, située au milieu du navire. La tourelle de commandement avait des côtés de 100 mm d'épaisseur et le pont était recouvert d'une plaque de blindage de 60 mm d'épaisseur.
Son armement d'origine comprenait 8 canons de 15 cm SK L/45 à tir rapide en tourelles doubles, montés sur un socle. Deux étaient placés côte à côte en avant sur le gaillard, deux se trouvaient de part et d'autre au milieu du navire et deux étaient disposés en tourelles superposées à l'arrière. Ils disposaient de 1 040 cartouches de munitions, pour 130 obus par canon. Son armement secondaire était composé de 2 canons antiaériens SK L / 45 de 8,8 cm à tir rapide en tourelle simple, montés sur la ligne médiane à l'arrière des cheminées. Le navire comprenait également 4 tubes lance-torpilles de 500 mm, embarquant huit torpilles montés sur le pont au milieu du navire. Il emportait à bord 200 mines marine.

## Historique

### OpérationAlbion

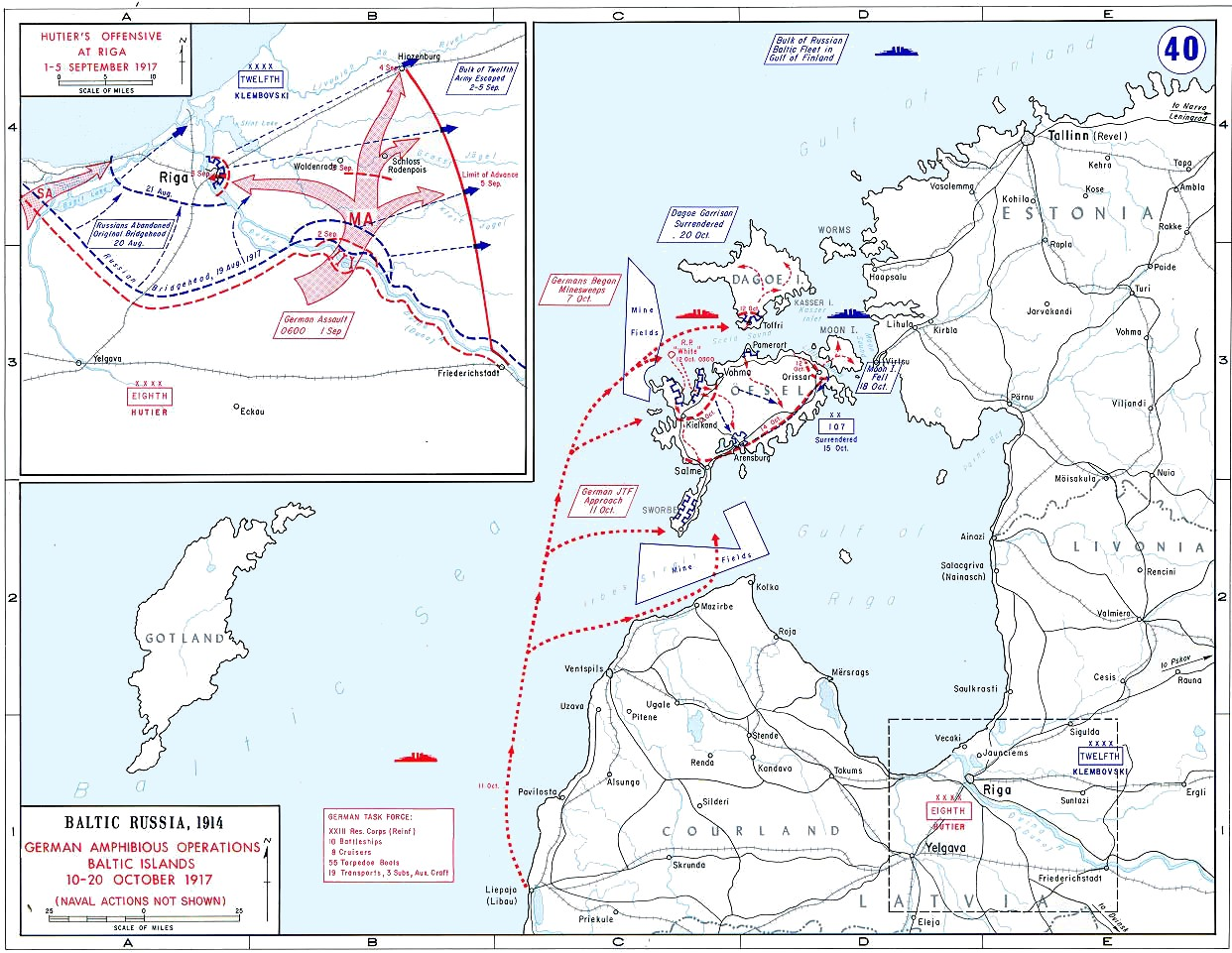
Carte de l'opération Albion du 10 au 20 octobre 1917.

Le Nürnberg a été commandé sous le nom de contrat « Ersatz Thetis » et a été mis sur cale au chantier naval Howaldtswerke de Kiel en décembre 1914. Il a été lancé le 14 avril 1916, s'ensuivant des travaux d'armement, avant sa mise en service dans la Hochseeflotte le 15 février 1917.
Au début du mois de septembre 1917, à la suite de la conquête allemande du port de Riga par les russes, la marine allemande décida d'éliminer les forces navales russes occupant toujours le golfe de Riga. L'Admiralstab (le haut commandement de la marine) a planifié une opération visant à s'emparer de l'île Baltique d'Ösel, et plus particulièrement des batteries côtières russes de la péninsule de Sõrve. Le 18 septembre, l'ordre a été donné de débuter une opération conjointe avec l'armée afin de capturer les îles d'Ösel et de Muhu. L'ordre de bataille naval comprenait le navire amiral Moltke, ainsi que les IIIe et IVe escadrons de bataille de la Hochseeflotte. La force d'invasion comptait environ 24 600 officiers et soldats. Le Nürnberg et le reste du 2e groupe de reconnaissance (composé des SMS Königsberg, SMS Karlsruhe, SMS Danzig et SMS Frankfurt — commandé par le Konteradmiral Ludwig von Reuter) fournissaient un appui de soutien de la force opérationnelle des croiseurs.
L'opération a débuté au matin du 12 octobre, lorsque le navire Moltke et la IIIe escadre du Vizeadmiral Paul Behncke ont pris position dans la région de Tagalaht, tandis que la IVe escadre du Vizeadmiral Wilhelm Souchon pilonnait les batteries côtières russes dans la péninsule de Sõrve à Ösel. Après le début du bombardement, le Nürnberg est entré dans la baie de Tagalaht avec la 2e section de transports, chargé de surveiller le bon débarquement des troupes, tandis que le Königsberg couvrait le débarquement de la 1re section de transports. Les 18 et 19 octobre, le reste du 2e groupe de scoutisme (II Scouting Group) couvrait les dragueurs de mines opérant au large de l'île de Dagö, mais en raison de l’efficacité insuffisante des dragueurs de mines et du mauvais temps, l'opération a été reportée. Le 19, les Nürnberg, Königsberg et Dantzig ont été dépêchés sur zone afin d'intercepter deux torpilleurs russes se trouvant dans la région. Ludwig von Reuter ne parvenant pas à les localiser, l'opération a été interrompu. Le 20 octobre, les îles étaient sous contrôle allemand et les forces navales russes avaient été détruites ou forcées de se retirer. L'Admiralstab ordonna alors à la composante navale de retourner en mer du Nord.

### Seconde bataille de Heligoland
Le 17 novembre, les Nürnberg, Königsberg, Frankfurt, et Pillau ont été affectés à une opération de dragage de mines dans la baie de Heligoland, toujours sous le commandement de von Reuter. La force était soutenue par deux cuirassés — Kaiser et Kaiserin. Six croiseurs de bataille britanniques ont soutenu une force de croiseurs légers qui ont attaqué les dragueurs de mines allemands. Le Königsberg et les trois autres croiseurs couvraient les dragueurs de mines en fuite avant de se retirer sous un écran de fumée. Le Nürnberg a ouvert le feu sur les croiseurs britanniques à 08 h 55, dans un rayon de 11 km. Toutefois, un écran de fumée et du brouillard ont obscurci les navires britanniques, contraignant le Nürnberg à cesser le feu.
Aux environs de 10 heures, le Nürnberg a été la cible de tirs nourris par les croiseurs britanniques, ainsi que par les puissants croiseurs de bataille Courageous et Glorious, armés de canons de 15 pouces. Le Nürnberg n'a pas été touché au but, mais des éclats d'obus venant du pont ont tué un homme et en ont blessé quatre autres, dont l'un est décédé des suites de ses blessures. L'un de ses télémètres a également été endommagé par les fragments d'obus. Le navire a riposté brièvement avant que la brume ne cache à nouveau les navires britanniques. Les Kaiser et Kaiserin sont intervenus quasiment à la même heure, incitant les britanniques à rompre immédiatement leurs engagements. En moins d'une heure, les forces allemandes ont été renforcées par plusieurs navires capitaux, dont le croiseur de bataille Hindenburg ; après s'être rendu compte que les britanniques s'étaient enfuis, les forces allemandes rentrèrent au port.

### Fin de carrière
En octobre 1918, les amiraux Reinhard Scheer et Franz von Hipper planifient une dernière attaque décisive contre les Britanniques avec la Hochseeflotte. L'opération envisagée prévoyait des raids sur les navires alliés dans l'estuaire de la Tamise et en Flandre pour attirer la Royal Navy. Le Großadmiral Scheer, commandant en chef de la flotte, avait l'intention d'infliger le plus de dégâts possible à la marine britannique, afin de garantir une meilleure position de négociation pour l'Allemagne, quel que soit le coût pour la flotte. Les Nürnberg, Karlsruhe et Graudenz ont été affectés à la force chargée d'attaquer la Flandre. Le matin du 29 octobre 1918, l'ordre fut donné de quitter Wilhelmshaven le lendemain. À partir de la nuit du 29 octobre, une mutinerie éclate à bord de plusieurs cuirassés. Les troubles se propagèrent dans le reste de la flotte, obligeant finalement Hipper et Scheer à annuler l'opération.

Stationnement de la flotte allemande à Scapa Flow le 25 mars 1919 avec les emplacements de chaque navire (cliquez pour agrandir).

Après la capitulation de l'Allemagne en novembre 1918, la plupart des navires de la Hochseeflotte ont été internés dans la base navale britannique de Scapa Flow. Le Nürnberg était parmi les navires concernés. La flotte est restée en captivité pendant les négociations qui ont abouti au traité de Versailles. La perspective de se voir saisir les navires par les Anglais ne fit plus aucun doute dans l’esprit du vice-amiral Von Reuter et des commandants d'unités. Il pensait que ce jour arriverait le 21 juin 1919, date butoir du délai de signature du traité de paix par l'Allemagne. En effet, ce furent les Britanniques eux-mêmes qui distribuèrent à leur insu, par l’intermédiaire des embarcations anglaises qui font le service du courrier, l’ordre du sabordage émanant de von Reuter aux commandants. À 11 h 20, les prises d’eau sont ouvertes, les portes des condenseurs enlevées, les collecteurs d’eau précédemment repérés sont éclatés. Écoutilles, portes étanches et hublots sont ouverts. Les guindeaux sabotés et les outils permettant de larguer les chaînes des coffres jetés à la mer. Cependant, les marins britanniques ont utilisé des charges explosives pour détacher les chaînes d'ancre du Nürnberg afin de pouvoir l'échouer avant qu'il ne coule.
Posé sur des hauts fonds, il est rapidement renfloué en juillet avant d'être transféré sous contrôle britannique qui s'en sert de navire cible. Le 7 juillet 1922, il est coulé à 32 milles marins (100 km) au sud-ouest des Needles (île de Wight) par les canons du HMS Repulse. Son épave repose à une soixantaine de mètres de profondeur.

## Commandement
- Fregattenkapitän / Kapitän zur See Walther Hildebrand de février 1917 à janvier 1918.
- Fregattenkapitän Hans Quaet-Faslem de janvier 1918 à juillet 1918.
- Fregattenkapitän Wolfgang Wegener de juillet 1918 à décembre 1918.
- Kapitänleutnant Günther Georgii de décembre 1918 à juin 1919 [Internierungskommandant (en français : commandant d'internement)].